# Lynne Willingham
Lynne Marie Willingham (* 23. März 1951 in San Francisco, Kalifornien, als Lynne Marie Mirkovich) ist eine US-amerikanische Filmeditorin und Mitglied der American Cinema Editors.

## Leben
Lynne Willingham wuchs in Studio City im San Fernando Valley in Los Angeles als Älteste von 12 Geschwistern auf. Ihr Vater, ein Marine-Kapitän im Ruhestand, war zeitweilig Schauspieler. Bis 1969 besuchte sie die Corvallis High School in Studio City. Während ihres darauf folgenden Kunststudiums an der University of California, Los Angeles arbeitete sie im Einzelhandel. Mit 25 Jahren brach sie das Studium nach ihrer ersten Heirat ab. Auf Anraten ihres Bruders, des Filmeditors Steve Mirkovich, versuchte sie im Bereich Filmschnitt Fuß zu fassen. Nach einer kurzen Zeit bei einem Soundeffekte-Unternehmen wurde sie von Paramount Pictures für den Versand angenommen. Erste Mitarbeit wurde ihr bei Serien wie Happy Days, Laverne & Shirley und Mork vom Ork (Mork and Mindy) als Second Assistant möglich. Schließlich wurde sie Schnittassistentin und arbeitete 1984 als solche bei Stephen Cannell Productions.
Danach schnitt Willingham gemeinsam mit Robert Seppey und John Heath die letzte Staffel von Chefarzt Dr. Westphall. Etwa sechs Monate später wurde sie einer der Editoren der Serie Tom Bell – Ihr Mann in Washington. Von 1997 bis 2002 schnitt Willingham die Serie Akte X – Die unheimlichen Fälle des FBI. 1998 wurde sie deshalb für den Emmy und für den Eddie Award nominiert. 2005 arbeitete sie gemeinsam mit ihrem Mann Chris G. Willingham an der Miniserie Empire, die in Rom gedreht und geschnitten wurde. Für ihre Arbeit an Breaking Bad erhielt sie zwei Emmys, zwei Eddie Awards sowie einen Hollywood Post Alliance Award.
Lynne Willingham ist seit 1988 mit dem Filmeditor Chris G. Willingham verheiratet, der drei Emmys für den Schnitt der Serie 24 erhalten hat.

## Filmografie (Auswahl)
- 1988: Chefarzt Dr. Westphall (St. Elsewhere, Fernsehserie)
- 1989: Tom Bell – Ihr Mann in Washington (Top of the Hill, Fernsehserie)
- 1991: Das Gesetz der Straße (Street Justice, Fernsehserie)
- 1995: Vom Lehrer bedrängt – Mißbrauch an der Schule (Deceived by Trust: A Moment of Truth Movie, Fernsehfilm)
- 1995–1996: Der Polizeichef (The Commish, Fernsehserie, 2 Folgen)
- 1996: Pretender (The Pretender, Fernsehserie)
- 1996: Entführung nach Schulschluß (Abduction of Innocence, Fernsehfilm)
- 1997–2002: Akte X – Die unheimlichen Fälle des FBI (The X Files, Fernsehserie, 25 Folgen)
- 2001: The Guardian – Retter mit Herz (The Guardian, Fernsehserie)
- 2002: Providence (Fernsehserie)
- 2005: Revelations – Die Offenbarung (Revelations, Fernsehserie, 5 Folgen)
- 2005: Empire (Miniserie)
- 2005–2007: Without a Trace – Spurlos verschwunden (Without a Trace, Fernsehserie, 12 Folgen)
- 2008–2009: Fear Itself (Fernsehserie, 4 Folgen)
- 2008–2009: Breaking Bad (Fernsehserie, 9 Folgen)
- 2010: Happy Town (Fernsehserie, 3 Folgen)
- 2010–2012: True Blood (Fernsehserie, 12 Folgen)
- 2011–2013: Body of Proof (Fernsehserie, 12 Folgen)
- 2013–2014: Revenge (Fernsehserie, 6 Folgen)
- 2013–2019: Ray Donovan (Fernsehserie)
- 2015: The Red Road (Fernsehserie, 2 Folgen)
- 2016: Bloodline (Fernsehserie, 3 Folgen)
- 2017: Claws (Fernsehserie, 2 Folgen)
- 2019: The Son (Fernsehserie, 4 Folgen)
- 2019: See – Reich der Blinden (Fernsehserie, 2 Folgen)
- 2022: Ray Donovan: The Movie (Fernsehfilm)

## Auszeichnungen
Eddie Awards (American Cinema Editors)
- 1998: Nominierung in der Kategorie „Best Edited One-Hour Series for Television“ für Akte X – Die unheimlichen Fälle des FBI.
- 2009: Gewinn in der Kategorie „Best Edited One-Hour Series for Commercial Television“ für die Episode Pilot der Serie Breaking Bad.
- 2010: Gewinn in der Kategorie „Best Edited One-Hour Series for Commercial Television“ für die Episode ABQ der Serie Breaking Bad.

Emmy Awards
- 1998: Nominierung in der Kategorie „Outstanding Single Camera Picture Editing for a Series“ für Akte X – Die unheimlichen Fälle des FBI.
- 2008: Gewinn in der Kategorie „Outstanding Single-Camera Picture Editing for a Drama Series“ für die Episode Pilot der Serie Breaking Bad.
- 2009: Gewinn in der Kategorie „Outstanding Single-Camera Picture Editing for a Drama Series“ für die Episode ABQ der Serie Breaking Bad.